# Nová Sedlica
Nová Sedlica (em húngaro: Újszék) é um município da Eslováquia, situado no distrito de Snina, na região de Prešov. Tem 32,81 km² de área e sua população em 2018 foi estimada em 256 habitantes.

## Demografia
| Ano:        | 1994 | 2004    | 2014    | 2024    |
| ----------- | ---- | ------- | ------- | ------- |
| Broj ljudi: | 373  | 323     | 290     | 231     |
| Razlika:    |      | -13,40% | -10,21% | -20,34% |

| Ano:               | 2023 | 2024   |
| ------------------ | ---- | ------ |
| Número de pessoas: | 236  | 231    |
| Diferença:         |      | -2,11% |